# Église Saint-Martin d'Anjouin
Pour les articles homonymes, voir Église Saint-Martin et Saint Martin.
L'église Saint-Martin d'Anjouin est une église catholique française. Elle est située sur le territoire de la commune d'Anjouin, dans le département de l'Indre, en région Centre-Val de Loire.

## Situation
L'église se trouve dans la commune d'Anjouin, au nord du département de l'Indre, en région Centre-Val de Loire. Elle est située dans la région naturelle du Boischaut Nord. L'église dépend de l'archidiocèse de Bourges, du doyenné du Boischaut Nord et de la paroisse de Chabris.

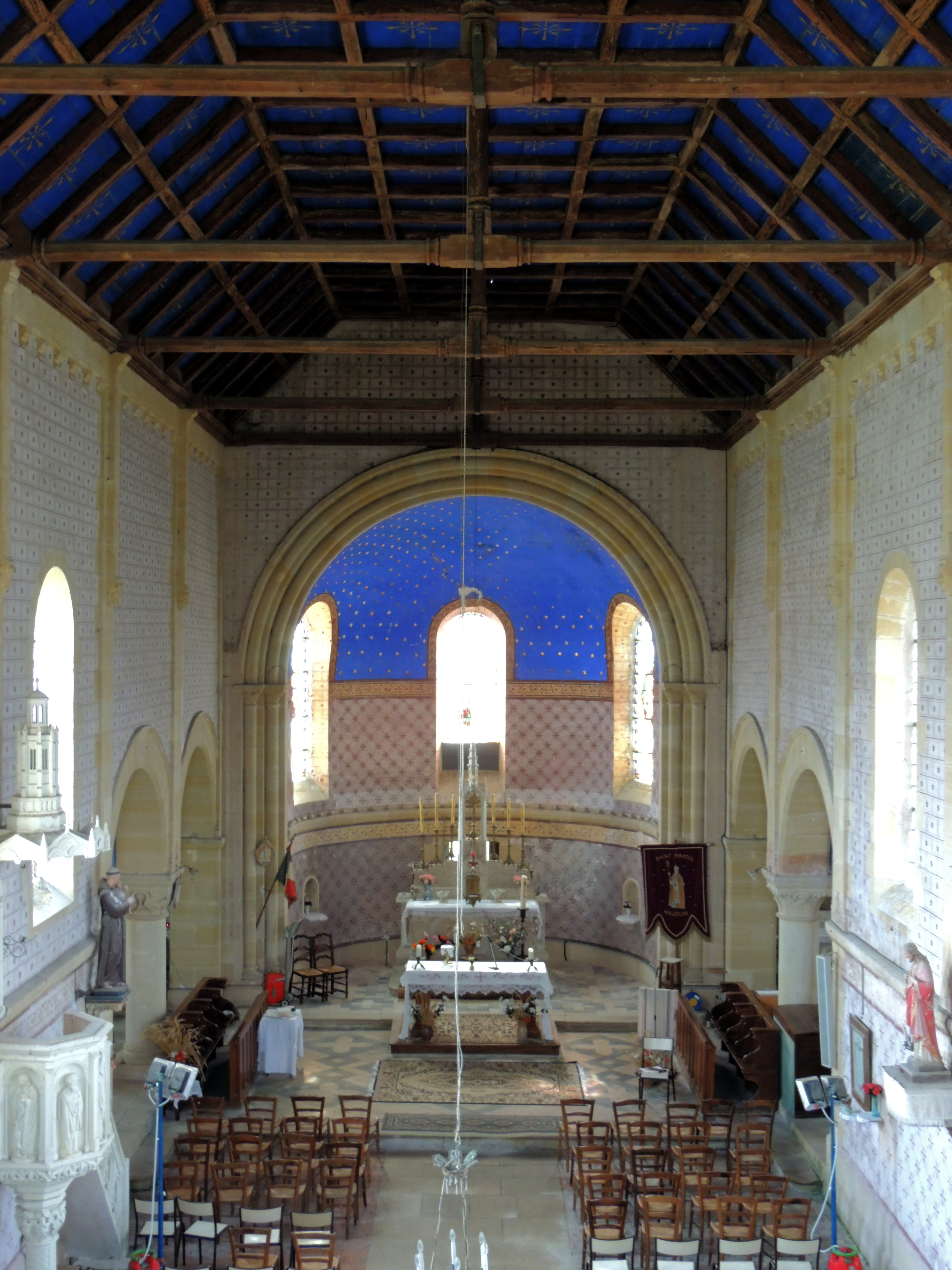
L’intérieur de l'église, en 2013.

## Histoire
L'église fut construite entre le XIIe siècle et le XVIe siècle.
L'édifice est classé au titre des monuments historiques par arrêté du 10 octobre 2008.

## Description

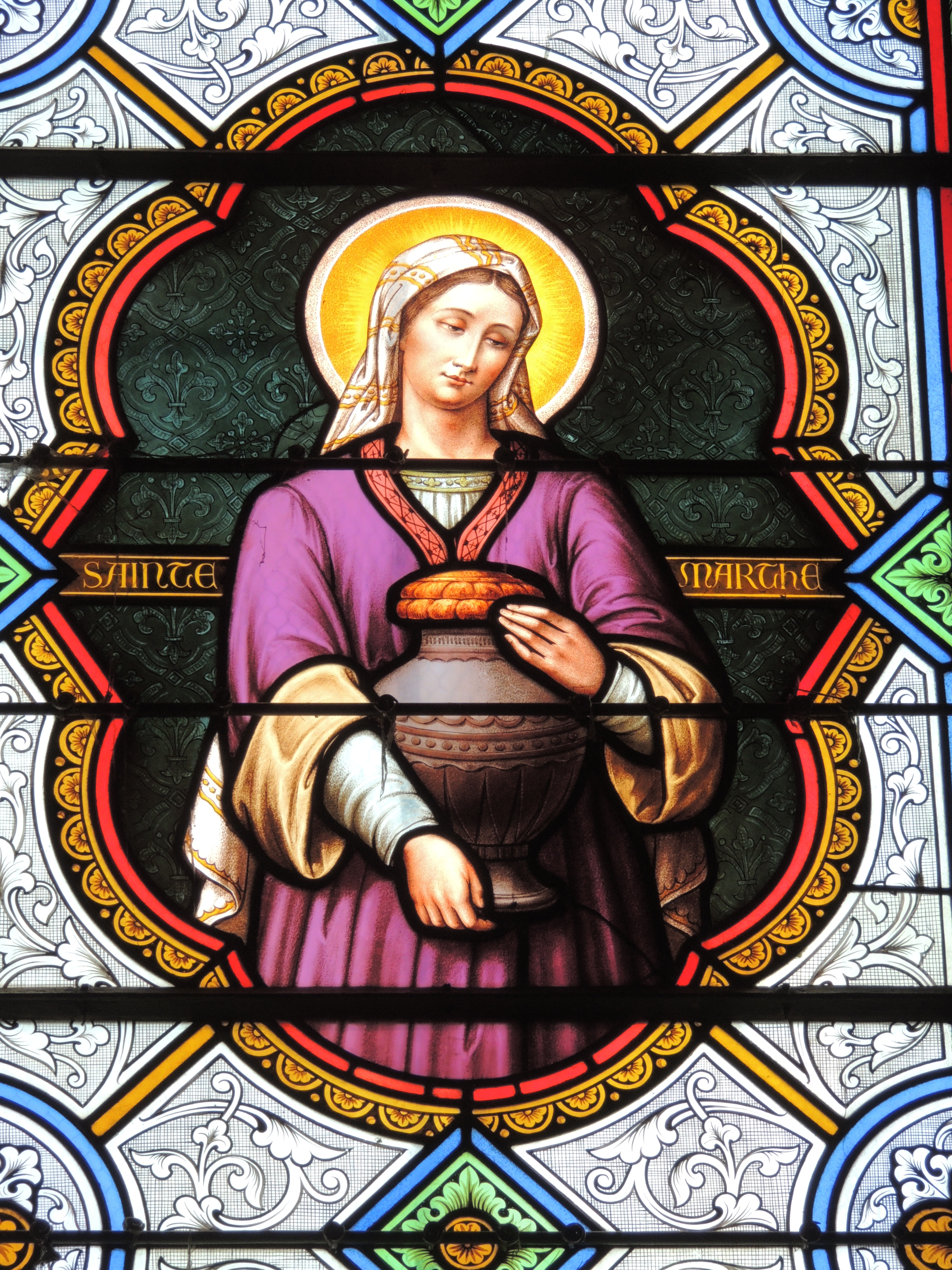
Les vitraux de l'église, en 2013.

Elle se compose d'une nef unique, suivie de la travée du chœur plus étroite et plus haute, que prolonge une abside demi-circulaire voûtée en cul-de-four.
Une chapelle seigneuriale est accolée au mur nord du chœur, à la fin du XVe siècle ou au début du XVIe siècle, et porte des traces d'un décor funéraire peint au XVIIe siècle.
À l'époque gothique, l'église est restaurée : le chœur et peut-être la nef sont couverts d'une charpente à chevrons portant fermes. La pose d'un décor peint accompagne le rétablissement de l'église. Ces peintures gothiques ornent le cœur et le cul-de-four de l'abside. Les murs du chœur reprennent le cycle de la Passion (XIVe siècle), représenté chronologiquement, dans un registre encadré par deux bordures décoratives. Chaque scène s'inscrit dans un quadrilobe blanc qui individualise l'épisode. Les personnages se détachent sur un fond alternativement ocre jaune ou ocre rouge, semé de fleurettes.
Un décor de faux claveaux colorés met en relief les articulations murales de l'église. La figure du Christ en Majesté, entourée du Tétramorphe, représentée sur l'abside, doit dater du XVe siècle.